# قلعه حلب
قلعه حلب یک کاخ مستحکم قرون‌وسطایی می‌باشد که در مرکز شهر قدیمی حلب، در شمال سوریه واقع شده‌است. این ارگ یکی از قدیمی‌ترین و بزرگترین قلعه‌های جهان به‌شمار می‌آید. استفاده از تپه حلب حداقل تا اواسط هزاره سوم پیش از میلاد قدمت دارد و توسط بسیاری از تمدنها از جمله سامیان مردم ایرانی، ارمنی‌ها، یونانیان، بیزانس، ایوبیان و مملوکان و در نهایت عثمانی اشغال شده‌است، اکثر بخش‌های این قلعه که امروزه به جای مانده‎، در دوره ایوبیان توسعه و گسترش یافته‌است. در سال ۲۰۰۰ کار مرمت و نگهداری از این قلعه توسط بنیاد هنری آقاخان با همکاری جامعه باستان‌شناسی حلب رخ داد. این قلعه بخشی از شهر باستانی حلب است که از سال ۱۹۸۶ در میراث جهانی یونسکو ثبت شده‌است. متأسفانه خسارات قابل‌توجهی در طی جنگ حلب به این قلعه وارد شد. این مجموعه در اوایل سال ۲۰۱۷ با بازسازی و مرمت بخش‌های آسیب‌دیده به روی عموم بازگشایی شد.

## تاریخچه
قدمت معبد متعلق به ادد (Hadad)، خدای باستانی طوفان، که به تازگی کشف شده‌است، با توجه به نوشته‌های یافته شده به خط میخی در شهر ابلا و ماری، به هزاره سوم پیش از میلاد برمی‌گردد. این معبد در طی حفاری‌های به عمل آمده توسط باستان‌شناس آلمانی کی کی Kohlmeyer کشف شد.
گفته می‌شود که حضرت ابراهیم گوسفندان خود را در تپه حلب می‌دوشید.  پس از فروپاشی دولت نئو-هیتی که در حلب قرار داشت، آشوریها قرن هشتم پیش از میلاد بر آن منطقه تسلط داشتند و پس از آن بابلیان و ایرانیان سلطه یافتند. (۵۳۹–۳۳۳).

### جنگ داخلی سوریه
در اوت ۲۰۱۲، در طول جنگ داخلی سوریه، دروازه خارجی ارگ در طی درگیری بین ارتش آزاد سوریه و ارتش سوریه تخریب شد تا کنترل بر روی ارگ را به دست آورند. در ژوئیه ۲۰۱۵، بنا بر گزارش‌ها، یک بمب در تونلی در زیر یکی از دیواره‌های بیرونی منفجر شد که باعث آسیب بیشتر به ارگ شد.
در طول جنگ، ارتش سوریه از قلعه به عنوان پایگاه نظامی استفاده کرد و برای نبرد با مبارزان مخالف، از دیوارها به عنوان پوشش استفاده می‌کردند در حالی‌که مناطق اطراف برای هدف قرار دادن شورشیان مورد استفاده قرار می‌گرفت. در نتیجه ارگ خسارات قابل‌توجهی دریافت کرده‌است.

## فضای داخلی

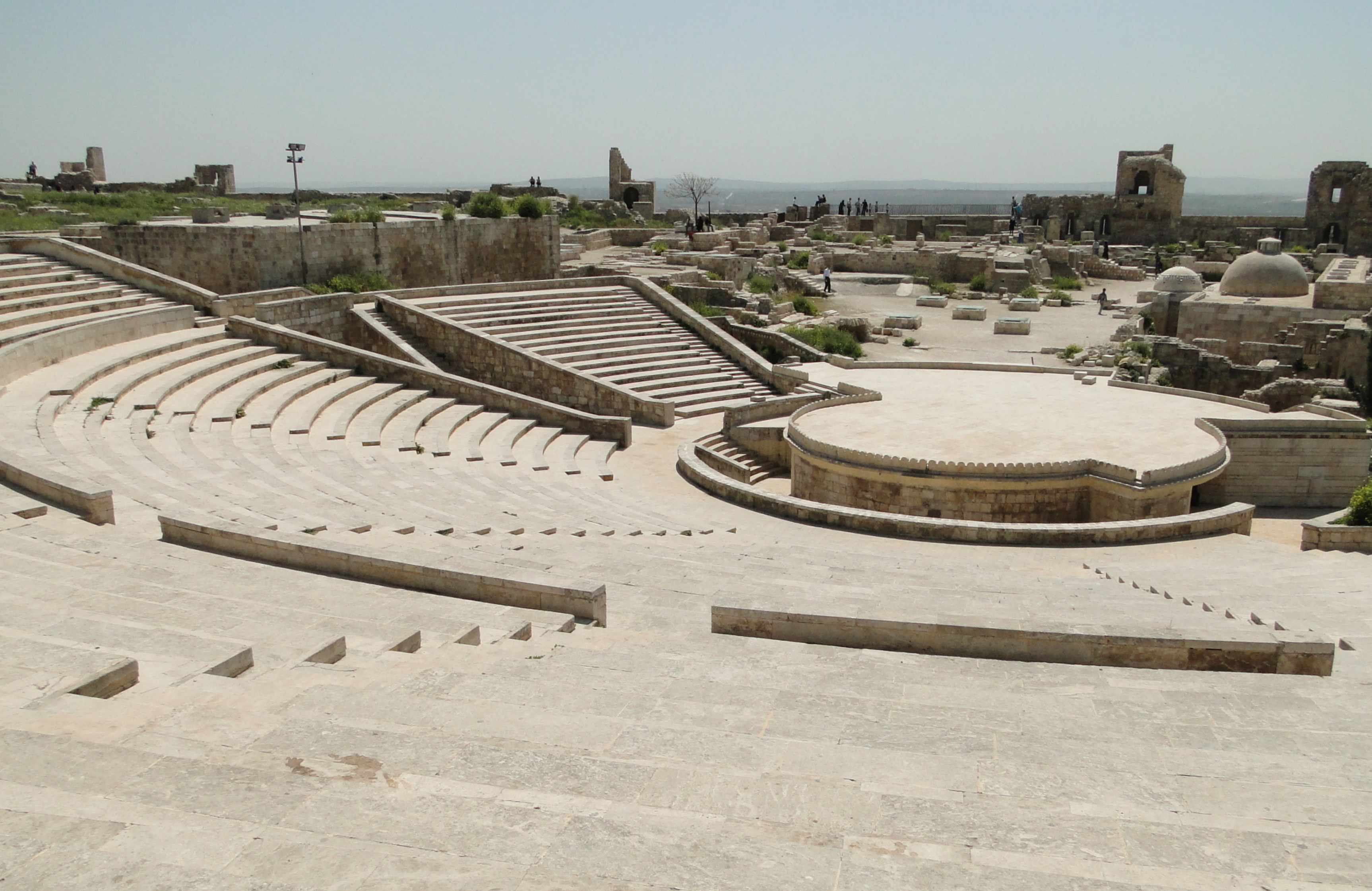
تئاتر

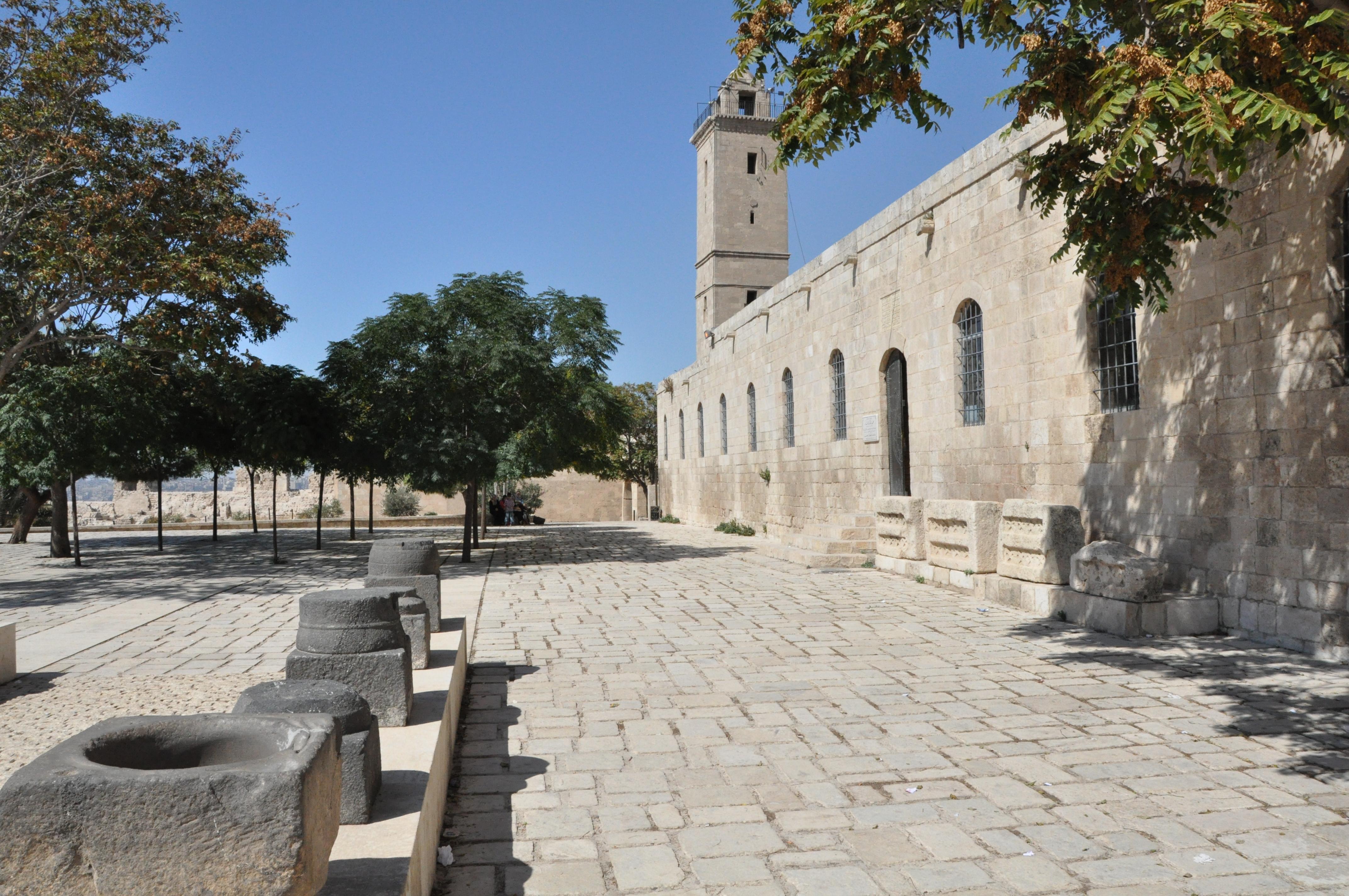
موزه

بقایای ساختمانی زیادی در داخل ارگ وجود دارد. سایت‌های مهم عبارتند از:

### ورودی بلوک
پل سنگی عظیمی که توسط سلطان قاضی در طول خندق ساخته شده‌بود به ورودی خمیده یک مجتمع منتهی می‌شد. مهاجمان احتمالی این قلعه برای رسیدن به آن باید بیش از شش بار در این ورودی دور می‌زدند و در بالای هر رمپ تیرکش‌های دروازه قلعه تعبیه شده بود که از آن برای ریختن مایعات داغ بر سر مهاجمین استفاده می‌شد. گذرگاه‌های مخفی در این مجتمع وجود دارد و قسمت‌های اصلی با نقوش برجسته تزئین شده‌اند.

## معابر زیرزمینی
ساخت این ارگ به سطح زمین محدود نمی‌شد. چندین چاه به عمق ۱۲۵ متر (۴۱۰ فوت) پایین‌تر از سطح زمین احداث شده که گذرگاه‌های زیرزمینی را به برج‌های پیشروی و احتمالاً زیر خندق در شهر متصل می‌کردند.

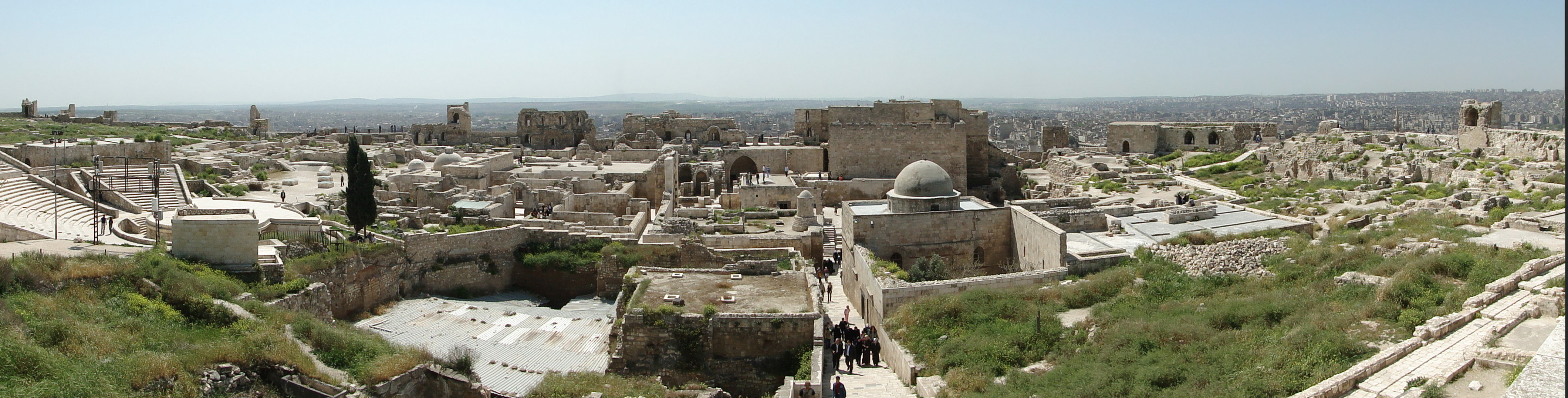
مشاهده از بالا

## نگارخانه

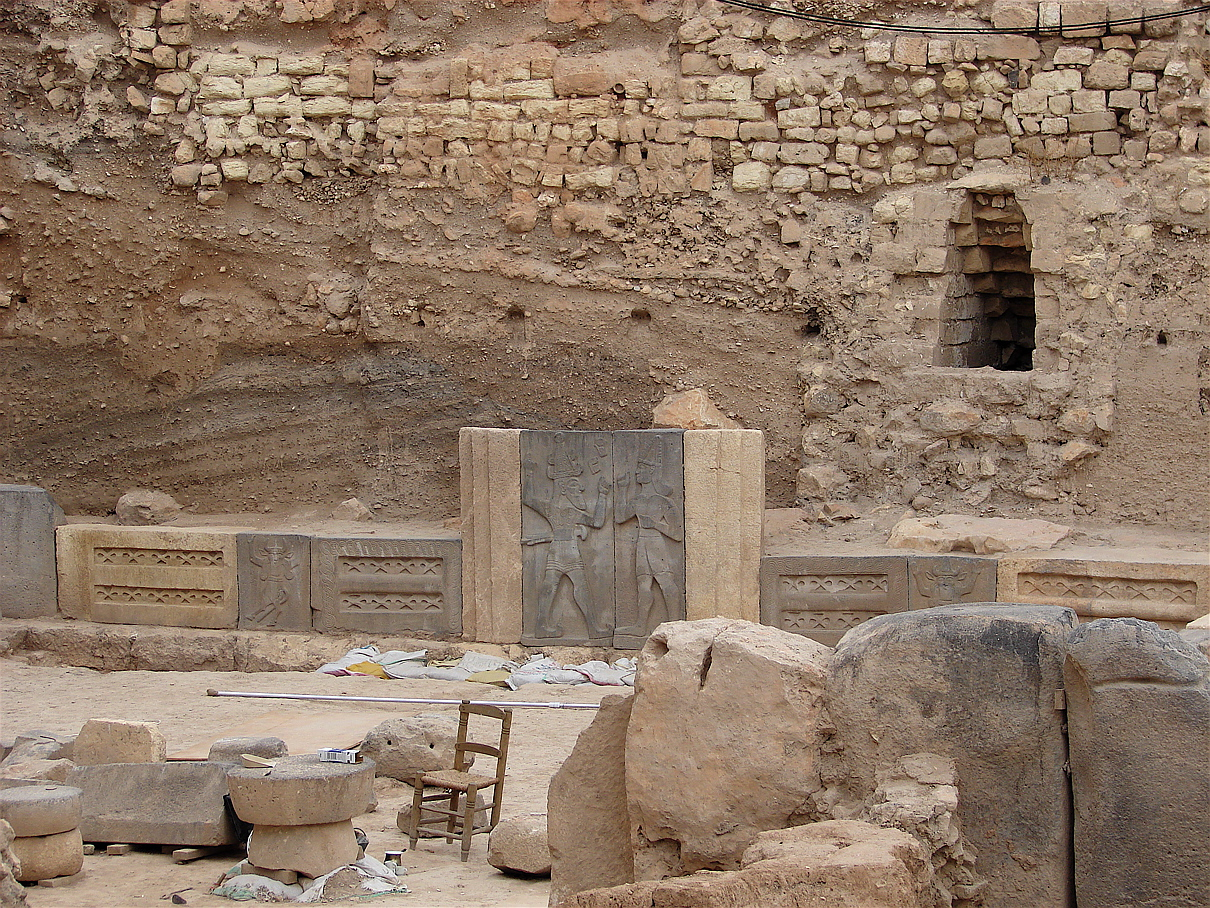
معبد حداد در داخل ارگ
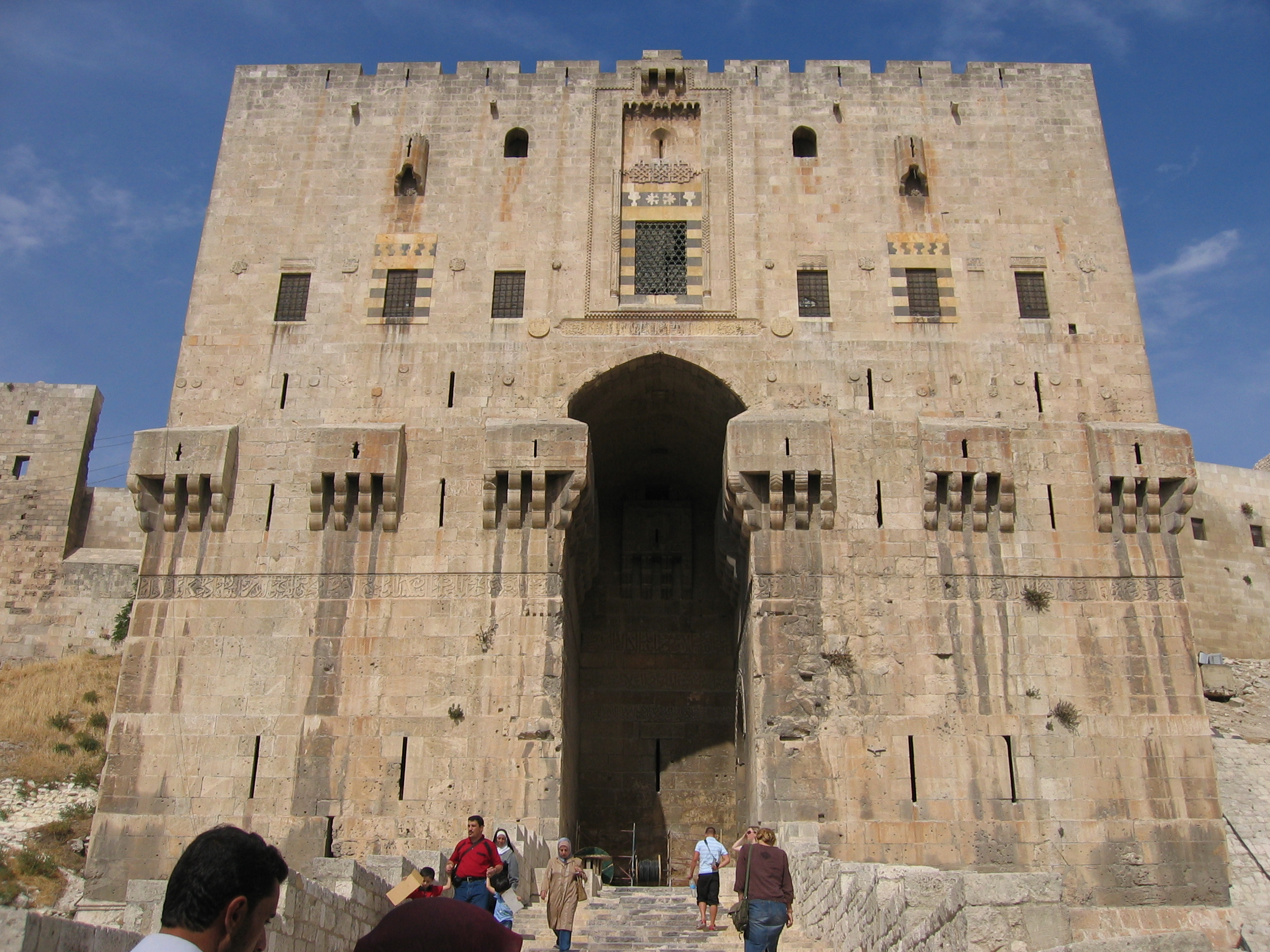
درون دروازه ارگ
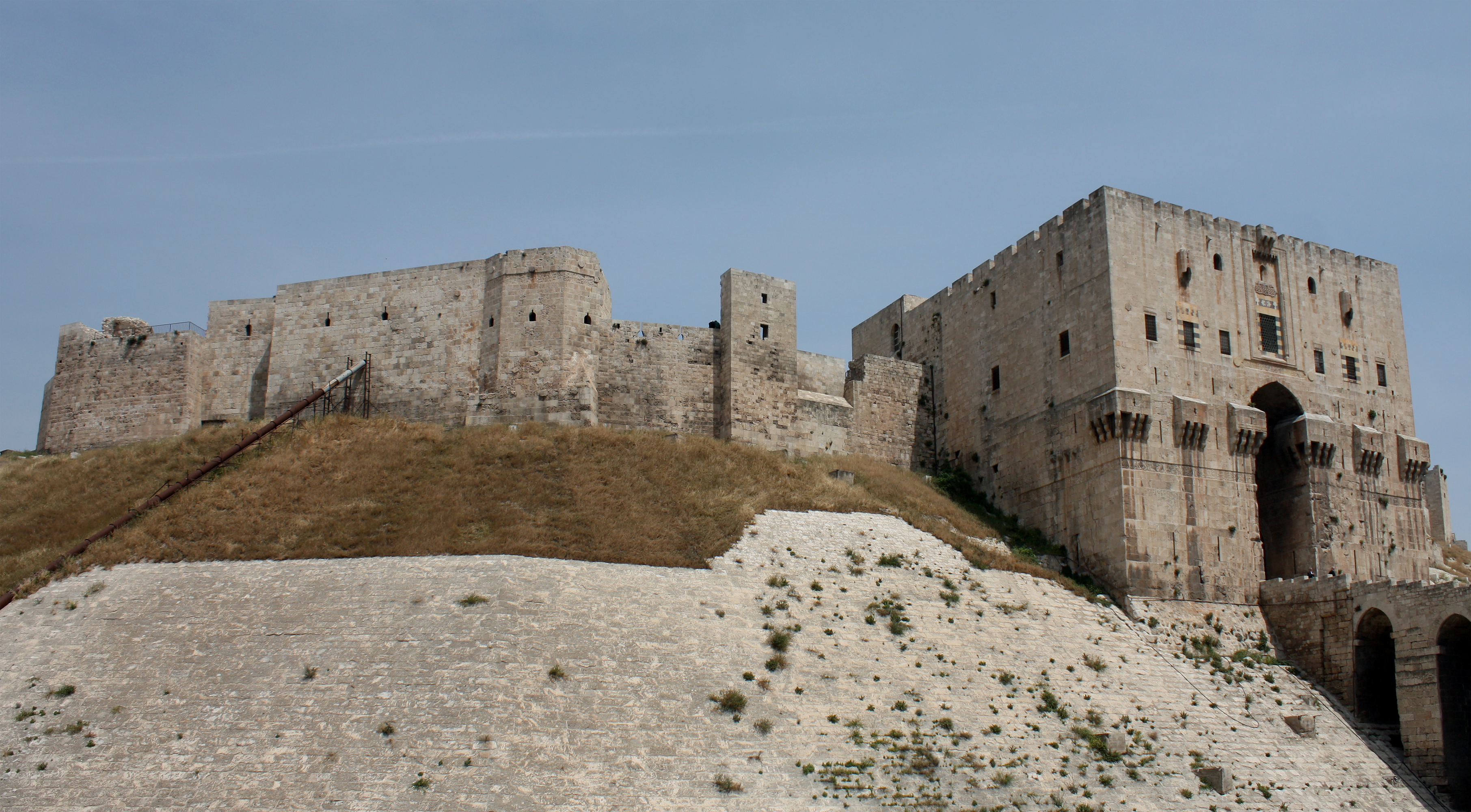
نمای بیرونی
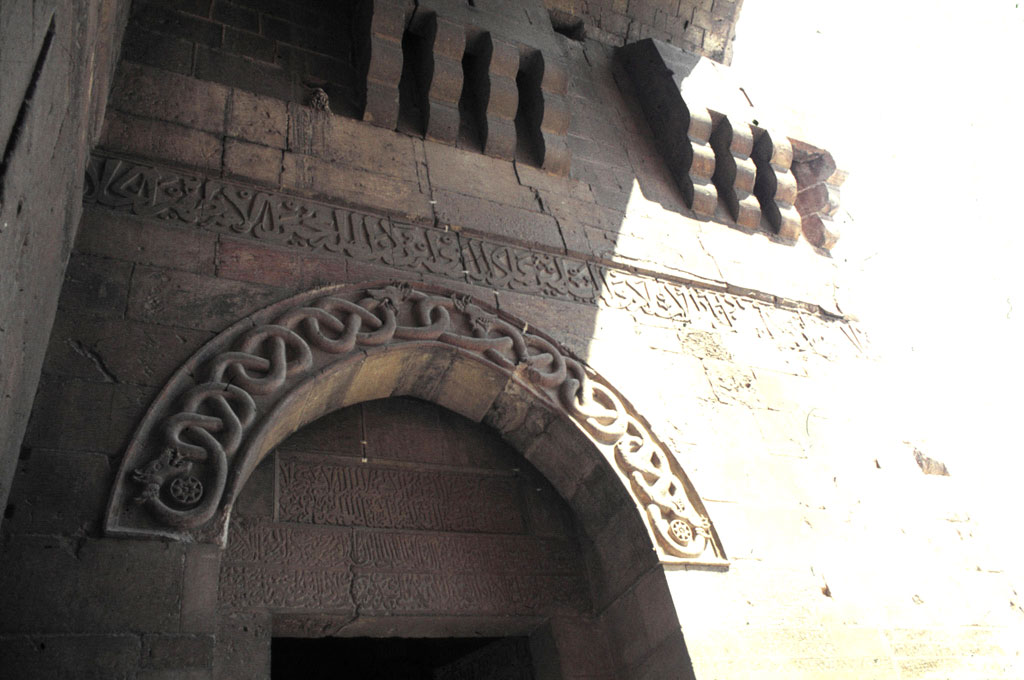
دروازه ورودی
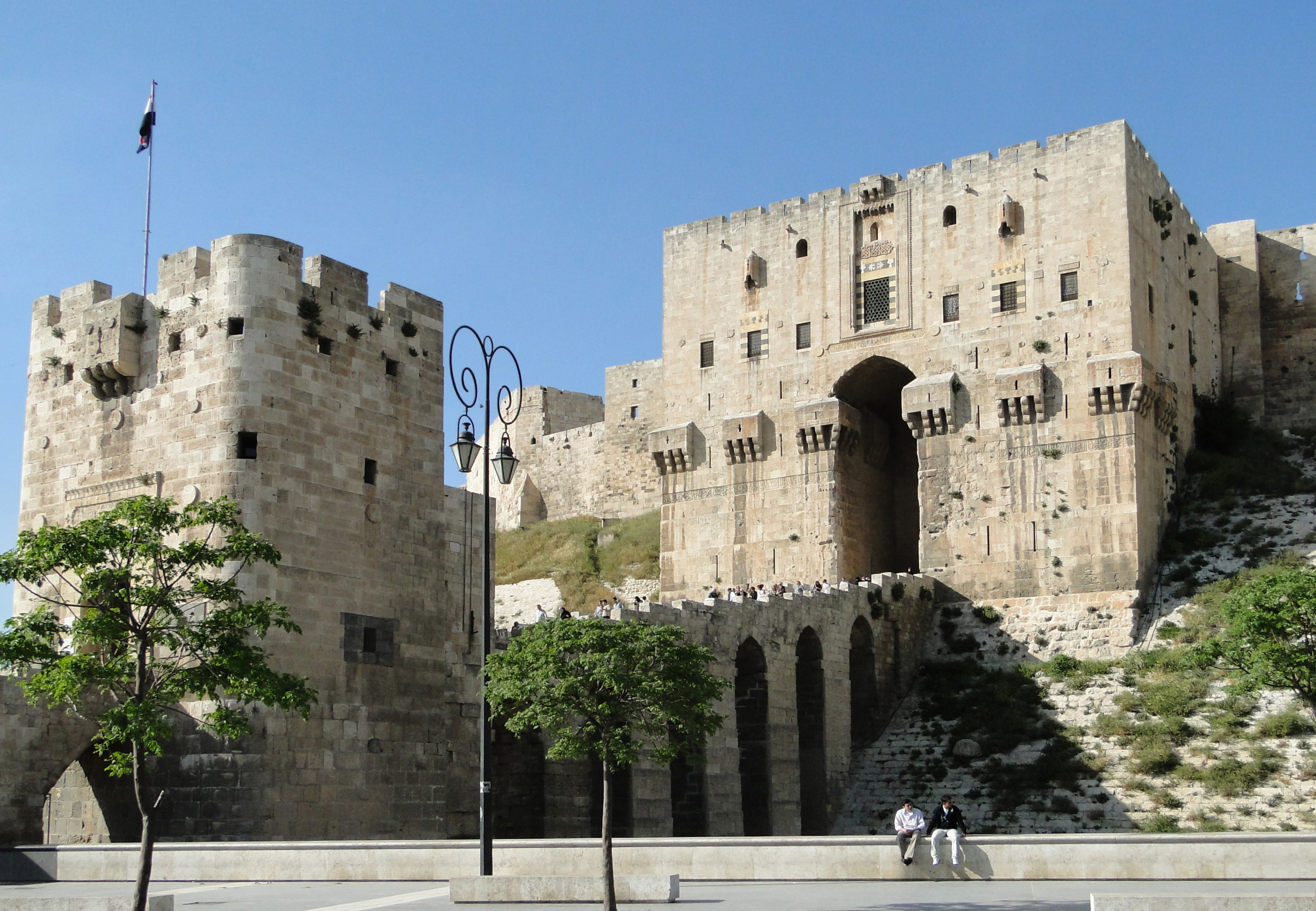
ورودی مستحکم
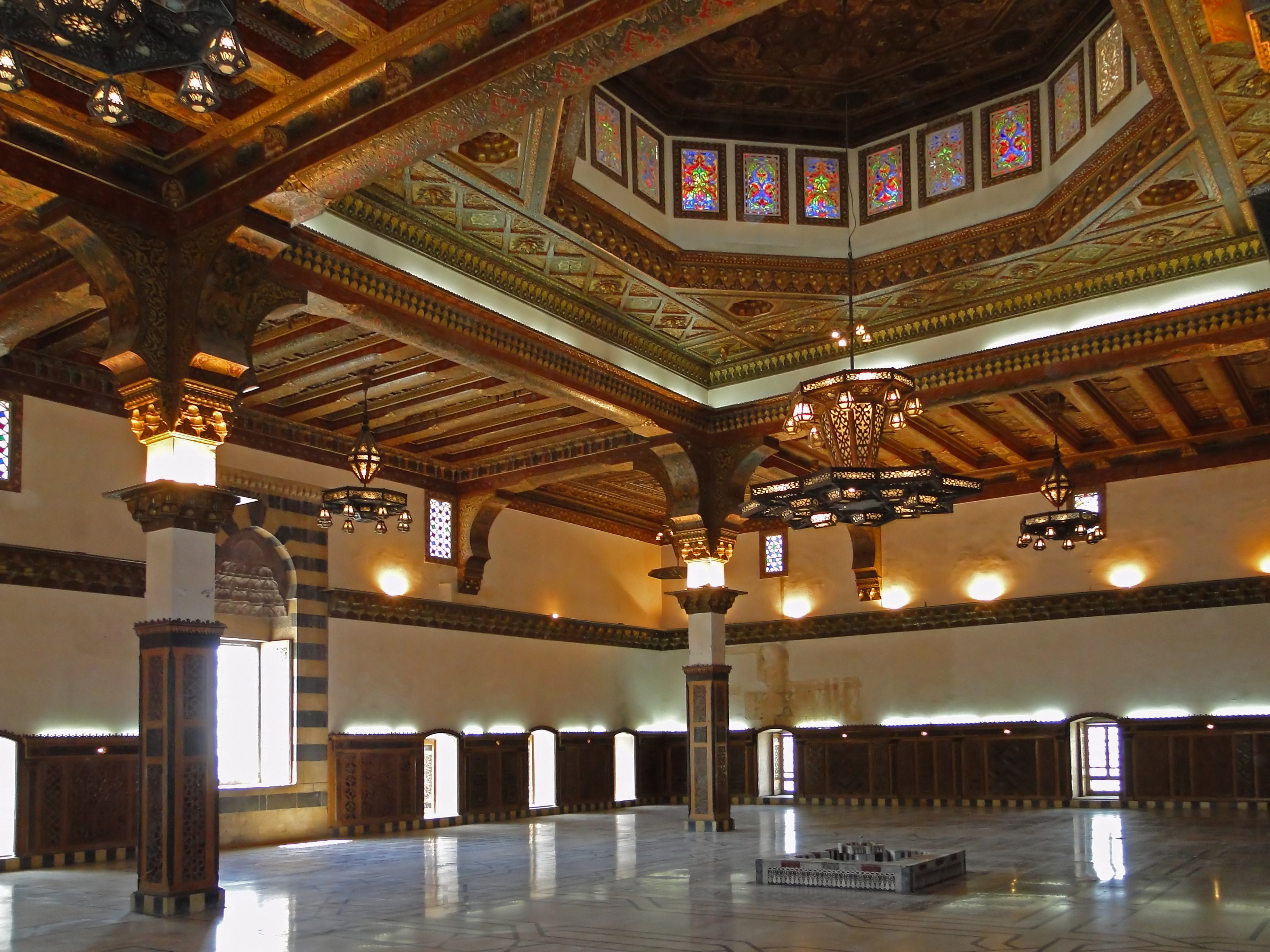
سالن تاج و تخت